# 潮汐力

潮汐力の図。物体に右向きの重力場が働いている。上の図は物体にかかる重力加速度を示していて、右側では大きく、左側では小さい。両者から物体の重心での重力加速度を差し引くと下の図になる。

潮汐力（ちょうせきりょく、英語：tidal force）とは、重力によって起こる二次的効果の一種で、潮汐の原因である。起潮力（きちょうりょく）とも言う。潮汐力は物体に働く重力場が一定でなく、物体表面あるいは内部の場所ごとに異なっているために起こる。ある物体が別の物体から重力の作用を受ける時、その重力加速度は、重力源となる物体に近い側と遠い側とで大きく異なる。これによって、重力を受ける物体は体積を変えずに形を歪めようとする。球形の物体が潮汐力を受けると、重力源に近い側と遠い側の2ヶ所が膨らんだ楕円体に変形しようとする。

## 重力の差によって生まれる潮汐力
ある重力場の中に有限の大きさを持つ物体があると仮定する。この時、物体表面もしくは内部の任意の位置での潮汐力による加速度は、その位置での実際の重力加速度ベクトルから物体の重心での重力加速度ベクトルを引き算したものになる。
この時、物体は必ずしも公転していなくても潮汐力は発生する。例えば物体が重力場の中を一直線に自由落下するような場合でも潮汐力の作用を受ける。
ある物体が他の物体の重力場によって受ける潮汐力の大きさは以下のようになる。ニュートンの万有引力の法則を線形化すると、力を及ぼす物体 A が他方の物体 B に及ぼす潮汐力は、近似的には A の中心からの距離の3乗に反比例する。両者の中心を結んだ直線 L 上では、潮汐力の大きさ Ft は以下のようになる：
{\displaystyle F_{t}={\frac {2GMmr}{R^{3}}},}
ここで G は万有引力定数、M は重力場を作る物体 A の質量、m は A の重力場によって潮汐力を受ける物体 B の質量、R は二つの物体の距離、r (≪ R) は物体 B の中心からの距離である。物体 B に働く潮汐力は物体 A に近い側と遠い側の両方で外向きに働き、これによってこの二つの点は外に膨らむことになる。
潮汐力は2物体を結ぶ直線 L から離れた位置についても計算できる。L に垂直な平面内では潮汐力は内向きに働き、その大きさは線形近似で {\displaystyle F_{t}/2} となる。
潮汐力の効果は、中性子星やブラックホールといった、大きな質量を持った小さな物体の近くでは特に顕著になる。これらの天体に落ち込む物体は潮汐変形を受けて細長く引き伸ばされる（これをスパゲッティ化 (spaghettification) と呼ぶ場合もある）。次節で説明するような別の項を含む潮汐力は海の潮汐の原因となる。この場合、潮汐力を受ける物体は海に水を持った地球であり、力を及ぼす物体は月と太陽である。潮汐力はまた天体の自転と公転の同期 (tidal locking) を引き起こす。